# Гардемарины, вперёд!
«Гардемари́ны, вперёд!» — советский телевизионный четырёхсерийный художественный фильм 1987 года. Первый из серии фильмов Светланы Дружининой о российских гардемаринах XVIII века, экранизация романа Нины Соротокиной «Трое из навигацкой школы» (1982). Снят Творческим объединением телевизионных фильмов киностудии «Мосфильм» по заказу Гостелерадио СССР в период с лета 1986 года по осень 1987 года. Телевизионная премьера фильма состоялась с 1 по 3 января 1988 года по Первой программе ЦТ.

## Сюжет

### Первая серия
1742 год. Российская империя. На престоле — представительница «петровской» линии династии Романовых, дочь Петра I Елизавета Петровна. Вырвавшая год назад путём дворцового переворота власть из рук другой, «ивановской», линии династии Романовых, новая императрица теперь во всём подозревает такие же заговоры и смуту.
Этой мнительностью решает воспользоваться придворная профранцузская группировка во главе с лейб-медиком Лестоком — личным врачом Елизаветы, которому та безраздельно доверяет. Главной мишенью Лестока становится вице-канцлер Алексей Бестужев. Бестужев тем не менее служит «…прежде всего России, а потом уж самому себе». Начавший когда-то, ещё при Петре I, свою карьеру в Англии, непотопляемый при всех властителях Бестужев теперь старательно склоняет российскую императрицу к союзу с Британией и Австрией, против Франции и её союзницы Пруссии. Француз Лесток вынашивает замысел любой ценой подорвать влияние Бестужева.
В Париже кардинал де Флёри узнаёт, что у Бестужева имеется архив (компрометирующие канцлера личные письма и дипломатическая переписка с английским и австрийским дворами). Архив поручается добыть французскому дипломату шевалье де Брильи, который влюбляется в русскую красавицу Анастасию Ягужинскую. Отныне у де Брильи в России две цели — бумаги и Анастасия.
В это время в Москве, в Навигацкой школе, проходят курс наук три юных гардемарина: Алёша Корсак, Никита Оленев и Саша Белов. Все трое оказываются вовлечены в события, связанные с Бестужевым и его архивом.
В Санкт-Петербурге тем временем начались аресты по доносу подкупленного Лестоком курляндца Якова Бергера — схвачен его товарищ Иван Лопухин, мать Ивана — Наталья Лопухина, а в Москве арестована её подруга Анна Бестужева — мать Анастасии Ягужинской. Их всех обвиняют в заговоре с целью свержения императрицы и воцарения малолетнего Иоанна Антоновича. Реальная же цель этой комбинации — свалить вице-канцлера Бестужева, родственницей которого является Анна Бестужева. Дочь Анны Бестужевой от первого брака Анастасия Ягужинская пока помещена под домашний арест в Москве, но для неё невыносима жизнь под оком соглядатаев, бродящих вокруг её дома. Именно в этот момент на её пороге появляется кавалер де Брильи, он предлагает Анастасии бежать с ним во Францию. В тот же вечер под окнами Ягужинской бродит и гардемарин Александр Белов, влюблённый в неё. Анастасия принимает его за очередного соглядатая.
Одновременно выясняется, что и друг Белова — Корсак — был связан с Анной Бестужевой: она покровительствовала юноше, он же исполнял её поручения, в частности относил по её указанию записки. Ненавидящий Корсака надзиратель школы штык-юнкер Котов сообщает «куда следует» о тесном знакомстве своего питомца с заговорщицей. Над Корсаком нависает угроза ареста, и он, переодевшись в женское платье, решает бежать в Кронштадт.
На постоялом дворе Ягужинская узнаёт в Алёше любимца матери и принимает его под своё покровительство. Оленев и Белов решают спасти друга. На деньги Оленева они выкупают паспорт Корсака у писаря и собираются ехать в Петербург, но Белов уезжает раньше вслед за Анастасией, оставив Никите записку и договорившись встретиться в Петербурге в доме Оленева. Тем временем в Петербурге вице-канцлер Бестужев узнаёт о том, что из его дома в Москве похищен архив. Он даёт указание своему секретарю Яковлеву разыскать бумаги и подключить к этому делу какого-нибудь «преданного человека из Тайной канцелярии».

### Вторая серия
Решившая покинуть Россию, Анастасия Ягужинская в сопровождении де Брильи и «мадемуазель Анны» (Корсака) заезжает проститься к своей тётке — настоятельнице монастыря матери Леонидии. Игуменья предлагает Анастасии укрыться у неё, стать монахиней. Но Анастасия отвергает её предложение. Корсак в образе «мадемуазель Анны» знакомится в монастыре с дворянкой Софьей Зотовой. Её, богатую наследницу, готовят на постриг с целью заполучить её имущество, но девушка противится этому. Софья уговаривает «Аннушку» взять её с собой. Утром Корсак вместе с новой знакомой тайно покидают монастырь.
Тем временем де Брильи привозит Анастасию в охотничий домик на болотах, где они должны ждать разрешения на выезд из России. Анастасия не испытывает любви к французу, но понимает, что иного выхода избежать возможного ареста у неё нет, и вынуждена терпеть ухаживания де Брильи. Анастасия догадывается, что шевалье везёт во Францию что-то очень важное. Пока де Брильи подвергается насильственной помывке в русской бане, Анастасия обыскивает его багаж и в подкладке камзола находит бумаги. Ягужинская изымает письма вице-канцлера и зашивает в камзол страницы из книги.
Корсак сопровождает Софью до Новгорода, где живёт её тётка. Гардемарин влюблён в девушку, но не спешит открываться ей. В Новгороде Софья отправляется к тётке в надежде обрести у неё защиту от преследований служительниц церкви. Однако тётка уже успела поручить своей служанке Агафье выдать Софью монахиням, а сама уехала. Потрясённую известием о том, что «Аннушка» на самом деле мужчина, Софью насильно отвозят в Микешин скит. Узнав об этом от Веры, няньки Софьи, Корсак решает освободить девушку.
Саша Белов прибывает в Петербург. Он знакомится со следователем Тайной канцелярии Василием Лядащевым, к которому имеет рекомендательное письмо. По стечению обстоятельств Саша попадает и в поле зрения Лестока: придя с рекомендательным письмом в дом графа Путятина, юноша оказывается задержан и подвергается допросу, на котором показывает, что видел «второй арест» Анастасии Ягужинской неким «носатым» господином. Во время допроса Белов догадывается, что это был не арест и что своим свидетельством он невольно выдал Анастасию.
Видя, что даже «заговор» не сумел поколебать доверие к Бестужеву, лейб-медик Лесток решает разыграть новую карту. Он складывает похищение Ягужинской и содержание перехваченной французской шифровки, в которой говорится о бумагах Бестужева, которые везёт в Париж некий «нос». Лесток понимает, что бумаги украл де Брильи, который влюблён в Ягужинскую и готов рисковать ради неё, и решает заполучить архив Бестужева в обмен на Ягужинскую и выездной паспорт. Лесток вызывает своего подручного Бергера и поручает ему отправиться к де Брильи и предложить французу сделку. Белову приказано отправиться вместе с Бергером, чтобы опознать, тот ли это «нос».

### Третья серия
Пробираясь через болота, Корсак выходит к охотничьему домику, где снова сталкивается с Ягужинской: она передаёт ему похищенные бумаги. Анастасия понимает, что вице-канцлер в благодарность за возвращение архива может помочь Анне Бестужевой.
Вскоре в домик на болотах прибывают Бергер и Белов. Саша подтверждает, что именно де Брильи увёз Ягужинскую. Бергер предлагает французу отдать бумаги, а взамен забрать с собой Анастасию и получить разрешение на выезд. Шевалье же считает, что сделка не хороша, между де Брильи и Бергером завязывается поединок, Бергер оказывается серьёзно ранен. Де Брильи отбирает у него дорожный паспорт.
Тем временем Белов сталкивается с Ягужинской. Анастасия чувствует к юноше симпатию, но понимает, что должна бежать с де Брильи. На прощанье она решается просить Белова передать её матери драгоценный крест, которым она может подкупить своих палачей — по обычаю, если осуждённый передавал палачу крест, то они становились крёстными братьями, и палач в этом случае обычно щадил осуждённого. Самому же Саше Анастасия дарит на память брошь в виде букета фиалок.
Де Брильи обнаруживает пропажу бумаг. Шевалье понимает, что бумаги мог унести только Корсак, который шёл в Микешин скит. Француз бросается в погоню за Корсаком. Белов начинает преследовать де Брильи.
В это время Корсак находит Софью и признаётся ей в любви. Софья, уже подписавшая дарственную на все свои богатства монастырю, кажется сломленной сёстрами и не решается поначалу бежать с Алёшей. Она решает его проводить. В момент, когда Софья уже готова повернуть назад, её и Корсака настигает де Брильи, которого преследует Белов. Де Брильи выстрелом ранит Сашу, его считают убитым. Корсак и Софья успевают скрыться вместе с бумагами. Позже они встречаются с Никитой Оленевым и едут вместе с ним в Петербург. Де Брильи тоже вынужден отправиться в Петербург и там искать Корсака.
Анну Бестужеву приговаривают к порке кнутом, урезанию языка и ссылке в Сибирь. 31 августа 1743 года, скрывшись под вуалью, Анастасия со слезами на глазах смотрит на наказание матери. Анастасия видит, как Бестужева снимает перед казнью со своей шеи драгоценный крест и передаёт его палачу. Ягужинская не может понять, как крест оказался у её матери, ведь Саша Белов погиб на её глазах. Белов тем временем наблюдает за ней в толпе, но не может подойти из-за де Брильи. Саша решает проследить за шевалье и Анастасией.

### Четвёртая серия
Бестужев по-прежнему обеспокоен поисками своего архива. Ему недостаточно знать, что бумаги ещё в России, он хочет видеть их у себя на столе. В это время Лесток, пытаясь опередить Бестужева, наносит визит императрице Елизавете Петровне вместе с французским послом д’Алионом и шевалье де Брильи, которые свидетельствуют ей об утрате Бестужевым ценного архива. Лесток уверен, что теперь карьере Бестужева придёт конец. Однако Бестужев знает об этом и в это время тоже плетёт свою интригу против Лестока.
Корсак и Оленев воссоединяются с Беловым. Решено, что они будут скрываться в доме Никиты. У них две цели — вернуть бумаги Бестужеву, сохранив их от Лестока и де Брильи, и выручить Ягужинскую, которая, по существу, стала пленницей шевалье. Чтобы организовать связь с Анастасией, к ней отправляется Софья. Под видом лоточницы она проникает в дом де Брильи и получает место горничной при Анастасии. На плече у Софьи брошь в виде букетика фиалок — по ней Анастасия должна понять, что Софье можно доверять. Анастасия узнаёт, что Белов жив.
Гардемарины встречают Василия Лядащева. Лядащев неожиданно предлагает свою помощь по возврату бумаг их законному владельцу. Не доверяющие ему гардемарины желают лично вручить архив Бестужеву. Ни Лесток, ни гардемарины не знают, что Лядащев — двойной агент. Он — «преданный человек из Тайной канцелярии», которому Бестужев по рекомендации секретаря Яковлева поручил добыть архив. На карнавале Лядащев устраивает подмену и для ареста подставляет людям Лестока не гардемаринов, а фаворита Елизаветы Петровны — Алексея Разумовского, её любимую фрейлину и французского посла д’Алиона. Государыня (получившая к тому же от Бестужева извлечения из писем Шетарди и д’Алиона, где те отзываются о ней крайне нелестно) будет в гневе, значит карьера Лестока скорее всего будет погублена.
Гардемарины при посредстве Лядащева предстают перед Бестужевым. Они передают вице-канцлеру архив и просят милости для Анастасии Ягужинской. Бестужев решает, что раз «тот враг безопасен, который считает, что ты у него в руках», то стоит изготовить фальшивые бумаги и вместе с парой настоящих (для достоверности) подкинуть их кардиналу де Флёри, чтобы он успокоился. Чтобы французы поверили в подлинность архива, он поручает Белову вступить в переговоры с де Брильи и обменять бумаги на Ягужинскую.
Друзья едут в Ревель, куда шевалье увёз Анастасию и её горничную, для обмена. Де Брильи отказывается, между ним и Беловым завязывается поединок. Шевалье побеждает Белова и отнимает у него письма, но Анастасия выбрасывает их в окно, таким образом отвлекая де Брильи. Гардемарины увозят Софью и Анастасию. Де Брильи остаётся с фальшивыми письмами.

## В ролях
- Сергей Жигунов (озвучивал Олег Меньшиков) — Александр Белов, гардемарин
- Дмитрий Харатьян — Алексей Ко́рсак, гардемарин
- Владимир Шевельков (озвучивал Андрей Гриневич) — князь Никита Григорьевич Оленев, гардемарин
- Татьяна Лютаева (озвучивала Анна Каменкова) — Анастасия Ягужинская
- Ольга Машная — Софья Матвеевна Зотова
- Михаил Боярский — шевалье Бенжамен Луи Жереми Симон Серж де Брильи, дипломат
- Евгений Евстигнеев — Алексей Петрович Бестужев, вице-канцлер
- Владислав Стржельчик — Лесток, лейб-медик
- Александр Абдулов — Василий Фёдорович Лядащев, агент Тайной канцелярии
- Иннокентий Смоктуновский — кардинал де Флёри
- Виктор Павлов — штык-юнкер Котов, преподаватель Навигацкой школы
- Валерий Афанасьев (в титрах первой серии — А. Афанасьев) — Павел Ягупов, поручик Преображенского полка
- Владимир Балон — Жак, слуга де Брильи / учитель фехтования в Навигацкой школе
- Виктор Борцов — Гаврила, камердинер Оленева
- Владимир Виноградов — Котов-младший, младший брат штык-юнкера Котова
- Евгений Данчевский (озвучивал другой актёр)[5] — маркиз Шетарди
- Александр Пашутин — Яковлев, домашний секретарь Бестужева
- Нелли Пшённая — Анна Бестужева
- Паул Буткевич — Бергер, поручик лейб-кирасирского полка
- Владимир Стеклов — Гусев, следователь
- Семён Фарада — директор Навигацкой школы
- Алексей Ванин — Иван, сторож в охотничьем домике
- Игорь Ясулович — Корн, секретарь Лестока
- Римма Маркова — игуменья Леонидия
- Елена Цыплакова (частично озвучивала Лариса Данилина) — императрица Елизавета Петровна
- Борис Химичев — князь Черкасский
- Людмила Нильская — Марта, подруга Лядащева

## Съёмочная группа
- Авторы сценария:
  - Юрий Нагибин
  - Нина Соротокина
  - Светлана Дружинина
- Режиссёр-постановщик: Светлана Дружинина
- Оператор-постановщик: Виктор Шейнин
- Композитор: Виктор Лебедев
- Автор текстов песен: Юрий Ряшенцев
- Постановщик трюков и фехтования: Владимир Балон
- Каскадеры: Игорь Новоселов, Сергей Шолохов, Алексей Лубны

## Песни, прозвучавшие в фильме
1. «Песня о дружбе» — Дмитрий Харатьян и вокальная группа[6].
2. «Песня байстрюка» — исполнитель оригинальной версии неизвестен (предположительно Михаил Давыдов). Студийная версия — Олег Анофриев.
3. «Песня о любви» — Светлана Тарасова и Дмитрий Харатьян[7].
4. «Ланфрен-ланфра» — Михаил Боярский[8].
5. «Дороги» — Олег Анофриев и Виктор Борцов[9].
6. «Разлука» — Елена Камбурова и Олег Анофриев.
7. «Не вешать нос!» — Дмитрий Харатьян и Олег Анофриев[10].
8. «Песня лоточницы» — Лариса Кандалова.

## Съёмки
Фильм снимался в Москве, Ленинграде, Таллине, Калинине и Массандре. Дом Ягужинских — это Юсуповский дворец в Москве, монастырь игуменьи Леонидии — музей «Коломенское», дом Пелагеи Дмитриевны — музей «Крутицкое подворье», императорский дворец — усадьба Кусково, дом, из которого Софью и Анастасию Ягужинскую увозит де Брильи (в двери которого потом стучит Корсак) — Массандровский дворец.
- Изначально музыку к фильму должен был написать Геннадий Гладков, но он предпочёл в это время работать над музыкой и песнями к картине Аллы Суриковой «Человек с бульвара Капуцинов». Светлане Дружининой пришлось срочно искать другого композитора. Об этом она рассказала в одном из интервью: «Я чётко знала, что на „Гардемаринах“ будет работать Геннадий Гладков, с которым я уже работала над фильмами „Сватовство гусара“ и „Дульсинея Тобосская“. Мы были с ним повязаны, как говорится. Для меня это, конечно, было большое предательство со стороны Гладкова, потому что мы с ним работали многие лета. Но случилось так, что в это время Алла Сурикова снимала свою картину… Я очень переживала и долго не могла понять, как буду работать с новым композитором Виктором Лебедевым. У нас было три чётких задачи: нужна была музыкальная тема дружбы, тема любви и тема разлуки. Вот эти три задачи я поставила перед Лебедевым». А уже Виктор Лебедев предложил Светлане Дружининой пригласить написать тексты песен Юрия Ряшенцева.[12]
- Инструментальная тема, на основе которой была написана «Песня о разлуке», ранее прозвучала в 1975 году в фильме «Дневник директора школы».[источник не указан 3387 дней]
- Светлана Дружинина планировала сыграть в своей картине роль Анны Бестужевой, но впоследствии поняла, что не сможет совмещать одновременно актёрскую и режиссёрскую работу, поэтому доверила эту роль Нелли Пшённой[2].
- Во время съёмок Дружинина упала с лошади и сломала ногу, в результате чего съёмки картины пришлось отложить на полгода[2].
- Первоначально Виктору Борцову предложили сыграть роль сторожа Ивана, которую в результате сыграл Алексей Ванин, но Борцов отказался и ушёл сниматься в другой картине. Затем уже Дружинина пригласила его сыграть роль Гаврилы[4].
- На роль Алёши Корсака пробовался и был утверждён Юрий Мороз, но в силу обстоятельств ему пришлось отказаться от этой роли, а Александра Белова должен был играть Олег Меньшиков[13], голосом которого и говорит герой Сергея Жигунова.
- В роли Софьи Зотовой начала сниматься Марина Зудина, однако затем она была заменена Ольгой Машной.
- Однажды во время съёмок Жигунов предложил Владимиру Балону сразиться с ним на шпагах по-настоящему. Балон долго отказывался, но в конце концов согласился. Во время боя Жигунов, пренебрегая правилами, подбил клинок противника — и шпага повредила ему глаз, что привело к долгому курсу лечения[14][15]. Восстановление здоровья актера заняло целых 27 дней.[16]
- Владимир Шевельков попал на съёмки позже всех, когда стало окончательно известно, что сын Дружининой сниматься в роли Никиты Оленева не будет. Принять предложение Дружининой Шевелькова уговорили Жигунов и Харатьян. Шевельков оказался единственным из гардемаринов, кто остался недоволен своим участием в фильме — роль Никиты Оленева он считает своим актёрским провалом, несмотря на то, что его персонаж очень полюбился зрителям. В одном из интервью актёр заявил: «Считаю картину не очень удачной, а своё участие в ней — случайным. „Гардемарины“ мне лично пользы не принесли и на моей актёрской карьере в определённой степени поставили крест: серьёзных ролей после подобных работ не предлагают». По словам Дружининой, она «не знает таких актёров, как Жигунов и Шевельков»[17]. Шевельков отказался от концертов по стране после фильма, а также от съёмок в продолжении фильма, и на роль третьего гардемарина был приглашён Михаил Мамаев[13].
- На момент съёмок фильма Татьяна Лютаева была беременна Агнией Дитковските, что незаметно благодаря пышным платьям[13].
- Шевельков и Жигунов, снявшиеся в главных ролях, до этого уже вместе снимались в фильме 1983 года «Признать виновным». В 1988 году Жигунов и Шевельков вместе снялись в фильме Поездка в Висбаден. Несколько лет спустя после выхода фильма о гардемаринах все три актёра, снявшихся в главных ролях, вместе снялись в фильме «Сердца трёх».
- Роль агента Тайной канцелярии Василия Лядащева должен был исполнять Леонид Филатов. Поскольку он не смог сниматься, его пришлось заменить Александром Абдуловым.[18]